# STX Europe
STX Europe AS, v preteklosti Aker Yards ASA, je ladjedelniško podjetje registrirano na Norveškem. Do leta 2012 je bil podružnica od južnokorejskega konglomerata (kaebol) STX Corporation.
STX Europe ima 15 ladjedelnic, locirane v Finskem, Franciji, Norveški, Romuniji, Braziliji in Vietnamu. Podjetje ima tri divizije: križarke in trajekti (Cruise & Ferries), odobalni oz. naftnoplinski oddelek in specialna plovila (Offshore & Specialized Vessels) in drugo (Other). Leta 2012 je STX ohranil finski oddelek križark, ostale oddelke (vključno z ladjedelcinami) znane kot STX OSV Holdings pa je prodal italijanskemu Fincantieri, ki jih je preimenoval v Vard
Predhodnik podjetja Aker Yards, je bil ustanvoljen leta 2004 ko  se združil ladijska oddelka podjetij Aker, Kværner s francoskim Alstomom. Slednji je imel v preteklosti ladjedelnico Chantiers de l'Atlantique in Lorientu. 

### Ladjedelnice

#### Potniške križarke in trajekti
- STX France Cruise SA (v St. Nazaire-u in Lorientu])
- STX Finland Cruise Oy (v Raumi in Turku)

#### Druga plovila
- STX Norway Florø AS (v Florø)

#### Odobalna (naftnoplinska)in specializirana plovila
- STX Norway Offshore AS (Ålesund, Aukra, Brevik, Langsten (Langsten Slip-Batbyggeri AS), Brattvåg, Florø in Søviknes) - trenutno del Fincantieria

- v Braili in Tulce

- STX OSV Niteroi SA
- STX OSV Vietnam Ltd.

## Ladje
STX Europe :
- Adventure of the Seas, leta 2001 za Royal Caribbean Cruise Line
- Allure of the Seas, leta 2010 za Royal Caribbean Cruise Line
- Carnival Legend, leta 2002 za Carnival Cruise Lines
- Carnival Miracle, leta 2004 za Carnival Cruise Lines
- Carnival Pride, leta 2001 za Carnival Cruise Lines
- Carnival Spirit, leta 2001 za Carnival Cruise Lines
- Coral Princess, leta 2001 za Princess Cruises
- Costa Atlantica, leta 2001 za Costa Cruises
- Costa Mediterranea, leta 2003 za Costa Cruises
- Explorer of the Seas, leta 2000 za Royal Caribbean Cruise Line
- Freedom of the Seas, leta 2006 za Royal Caribbean Cruise Line
- Independence of the Seas, leta 2008 za Royal Caribbean Cruise Line
- Predloga:MS, leta 2003 za Princess Cruises
- Liberty of the Seas, leta 2007 za Royal Caribbean Cruise Line
- Majesty of the Seas, leta 1992 za Royal Caribbean Cruise Line
- Mariner of the Seas, leta 2003 za for Royal Caribbean Cruise Line
- Monarch of the Seas, leta 1991 za Royal Caribbean Cruise Line
- MSC Divina, leta 2012 za MSC Cruises
- MSC Fantasia, leta 2008 za MSC Cruises
- MSC Lirica, leta 2003 za MSC Cruises
- MSC Magnifica, leta 2010 za MSC Cruises
- MSC Musica, leta 2006 za MSC Cruises
- MSC Opera, leta 2004 za MSC Cruises
- MSC Orchestra, leta 2007 za MSC Cruises
- MSC Poesia, leta 2008 za MSC Cruises
- MSC Preziosa, leta 2013 za MSC Cruises
- MSC Splendida, leta 2009 za MSC Cruises
- Navigator of the Seas, leta 2002 za Royal Caribbean Cruise Line
- Oasis of the Seas, leta 2009 za Royal Caribbean Cruise Line
- Queen Mary 2, leta 2003 za Cunard Line
- R One, leta 1998 za Renaissance Cruises (od leta 2004 Insignia (Oceania Cruises))
- R Two, leta 1998 za Renaissance Cruises (od leta 2003 Regatta (Oceania Cruises))
- R Three, leta 1999 za Renaissance Cruises (od leta 2002 Pacific Princess (Princess Cruises))
- R Four, leta 1999 za Renaissance Cruises (od leta 2002 Ocean Princess (Princess Cruises))
- R Five, leta 1998 za Renaissance Cruises (od leta 2005 Nautica (Oceania Cruises))
- R Six, leta 2000 za Renaissance Cruises (od leta 2007 Azamara Journey (Azamara Club Cruises))
- R Seven, leta 2000 za Renaissance Cruises (od leta 2007 Azamara Quest (Azamara Club Cruises))
- R Eight, leta 2000 za Renaissance Cruises (od leta 2007 Royal Princess (Princess Cruises))
- Rhapsody of the Seas, leta 1999 za Royal Caribbean Cruise Line
- Vision of the Seas, leta 1998 za Royal Caribbean Cruise Line
- Voyager of the Seas, leta 1999 za Royal Caribbean Cruise Line
- Armorique, leta 2009 za Brittany Ferries
- Aurora af Helsingborg, leta 1992 za Scandlines
- Baltic Princess, leta 2006 za Tallink
- Birka Paradise, leta 2004 za Birka Line
- Color Fantasy, leta 2004 za Color Line
- Color Magic, leta 2007 za Color Line
- Celebrity Constellation, leta 2002 za Celebrity Cruises
- Aeolos Express I, (HSC) leta 2000 za NEL Lines (od leta 2007 Aeolos Kenteris I)
- Aeolos Express II, (HSC) leta 2001 za NEL Lines (od leta 2007 Aeolos Kenteris II)
- Aeolos Kenteris, (HSC) leta 2001 za NEL Lines
- Cotentin, leta 2007 za Brittany Ferries
- Crystal Serenity, leta 2003 za Crystal Cruises
- Destination Gotland, leta 1999 za Destination Gotland
- Dreamward, leta 1992 za Norwegian Cruise Line
- Dryna, leta 2005 za Fjord1
- European Stars, leta 2002 za Festival Cruises (od leta 2005 MSC Sinfonia (MSC Cruises))
- European Vision, leta 2001 za Festival Cruises (od leta 2004 MSC Armonia (MSC Cruises))
- Galaxy, leta 2006 za Tallink
- Glutra, leta 2000 za MRF
- Hamlet, leta 1997 za Scandlines
- Hamnavoe, leta 2002 za NorthLink Ferries
- Haroy, leta 2006
- MV Hjaltland, leta 2001 za NorthLink
- MV Hrossey, leta 2001 za NorthLink
- Île de Groix, leta 2008
- Impératrice Eugénie, leta 1865
- Celebrity Infinity, leta 2001 za Celebrity Cruises
- Julsund, leta 2004 za Fjord1
- Kalliste, leta 1993 za Compagnie méridionale de navigation
- Le Levant, leta 1999 za Compagnie du Ponant
- Celebrity Millennium, leta 2000 za Celebrity Cruises
- Mistral, leta 1999 za Festival Cruises od leta 2005 Grand Mistral (Iberocruceros))
- Napoléon Bonaparte, leta 1996 za SNCM
- Nils Dacke, leta 1994 za TT-Lines
- Nordic Empress, leta 1990 za Royal Caribbean Cruise Lines
- Paul Gauguin, leta 1997 za Radisson Seven Seas Cruises
- Polonia, leta 1995 za Unity Lines
- Radisson Diamond (SWATH) leta 1992 za Radisson Seven Seas Cruises (od leta 2005 Asia Star)
- Romantika, leta 2002 za Tallink
- SeaFrance Rodin, leta 2001 za SeaFrance
- SeaFrance Berlioz, leta 2005 zafor SeaFrance
- MS Spirit of Britain, leta 2010 za P&O Ferries
- MS Spirit of France, leta 2011 za P&O Ferries
- Star, leta 2007 za Tallink
- Stena Explorer, (HSC) leta 1996 za Stena Line
- Celebrity Summit, leta 2011 za Celebrity Cruises
- Superspeed 1, leta 2008 za Color Line
- Superspeed 2, leta 2002 za Color Line
- Tidedronningen, leta 2009 za Tide Sjo AS
- Tidekongen, leta 2009 za Tide Sjo AS
- Tideprinsen, leta 2009 za Tide Sjo AS
- Tycho Brahe, leta 1991 za DSB Rederi
- Ulysses, in 2001 for Irish Ferries
- Victoria 1, leta 2004 zaTallink
- Viking Surkov, leta 1984 (od leta 2008 Viking Helgi od Viking River Cruises)
- Viking XPRS, leta 2008 za Viking Line
- Windward, leta 1993 za Norwegian Cruise Line
- ADV Ocean Shield, kot OSV Skandi Bergen